# Auguste Virebent
Auguste Virebent (Toulouse, 30 de octubre de 1792-4 de febrero de 1857) fue un arquitecto ladrillero de Toulouse. Hijo de Jacques-Pascal Virebent, creó en 1830 una fábrica de cerámica artística al pie de la colina de Miremont en Launaguet. También emprendió la reconstrucción en 1845 del castillo de Launaguet sobre las ruinas de una antigua casa solariega.

## Biografía
Estudia arquitectura, como su padre, y comienza su carrera profesional como arquitecto adjunto municipal en Toulouse, puesto que ocupa hasta 1830. Es nombrado catedrático de Arquitectura, en la Escuela Especial de Artes de 1840 a 1842 y concejal de la ciudad. También llega a ser miembro de la Sociedad Arqueológica del Sur de Francia. 

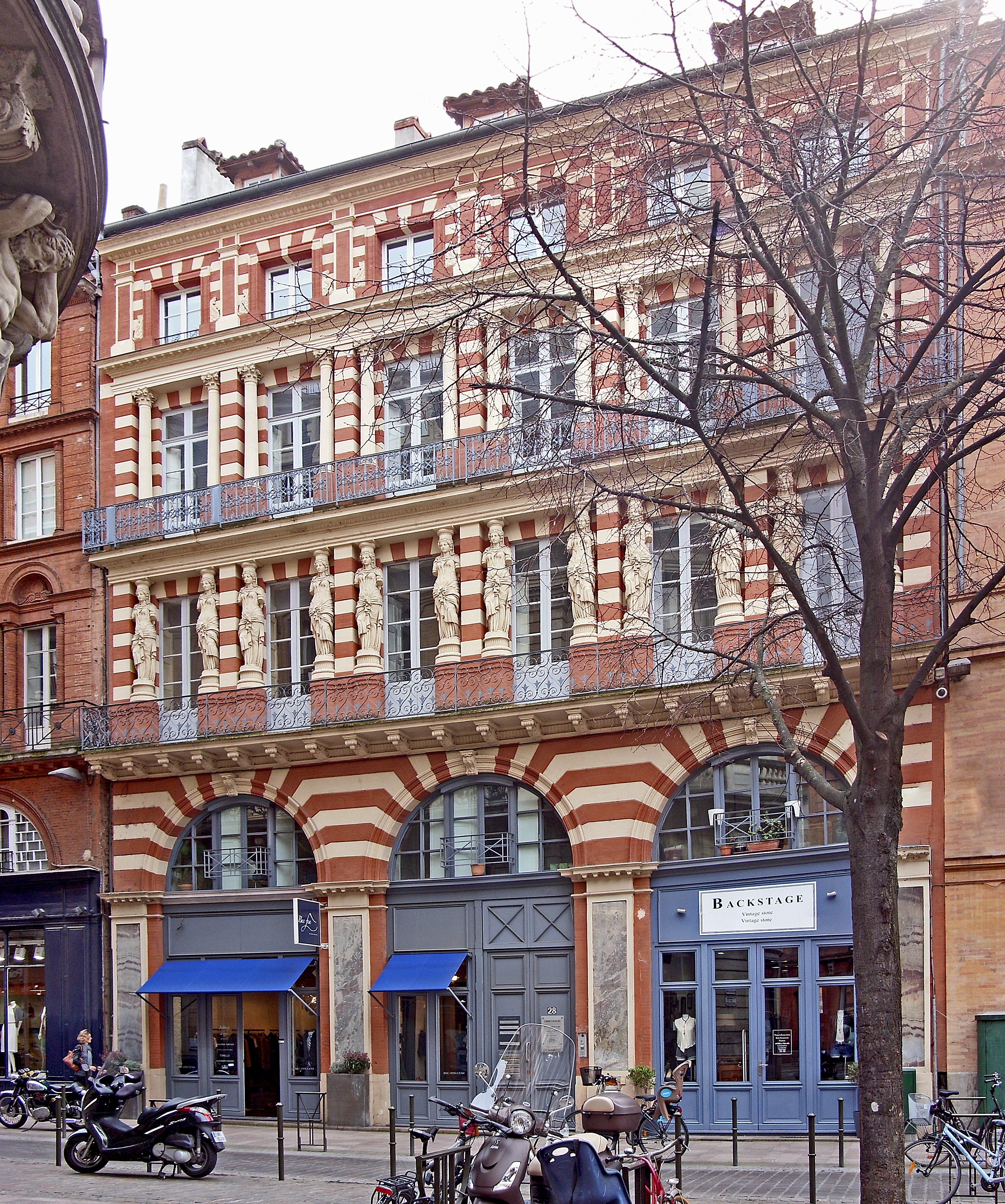
Edificio característico de la ornamentación de Virebent en Toulouse

## La fábrica de Virebent en Launaguet
Cuando su padre renunció al cargo, fundó, junto con tres de sus hermanos (diseñador Sylvestre, abogado Victor y fabricante Prosper), una fábrica de ladrillos en Launaguet. Al año siguiente, el 18 de julio de 1831, presentó una patente para un sistema de perfilado industrial para fabricar ladrillos cortados manualmente en las obras. También redescubrió un proceso de doble pasta que le permitía obtener ladrillos blancos imitando piedra tallada. 
Este es el comienzo de su producción industrializada. Permite obtener diferentes formas y dimensiones y sobre todo un formato idéntico y una textura más fina, más fácil de cortar. Las prensas también imprimieron diseños en el reverso que aseguraron un mejor agarre del mortero. 
También desarrolló un invento llamado "plinthotomie", una máquina que actuaba como un cortador de piezas para cortar varias formas de arcilla. Esta técnica permite liberarse a  escultor e industrializa las decoraciones a base de ladrillos. Finalmente, perfeccionó una nueva forma de trabajar la arcilla para obtener una pasta fina, compacta y resistente. Para ello, yuxtapone dos tipos de pasta: una pasta de arcilla blanca o roja, fina, sólida, que constituye la corteza visible de los objetos producidos, cuyo grosor varía de uno a dos centímetros y una masa consistente en una arcilla rojiza más gruesa a menor coste.
Auguste reconstruyó muchos castillos cercanos (Beaupuy, Launaguet en 1845, Odos en 1852, Seyre en 1855). También vistió a los de Lacroix-Falgarde, Fondeyre, Montgey, Cépet... 

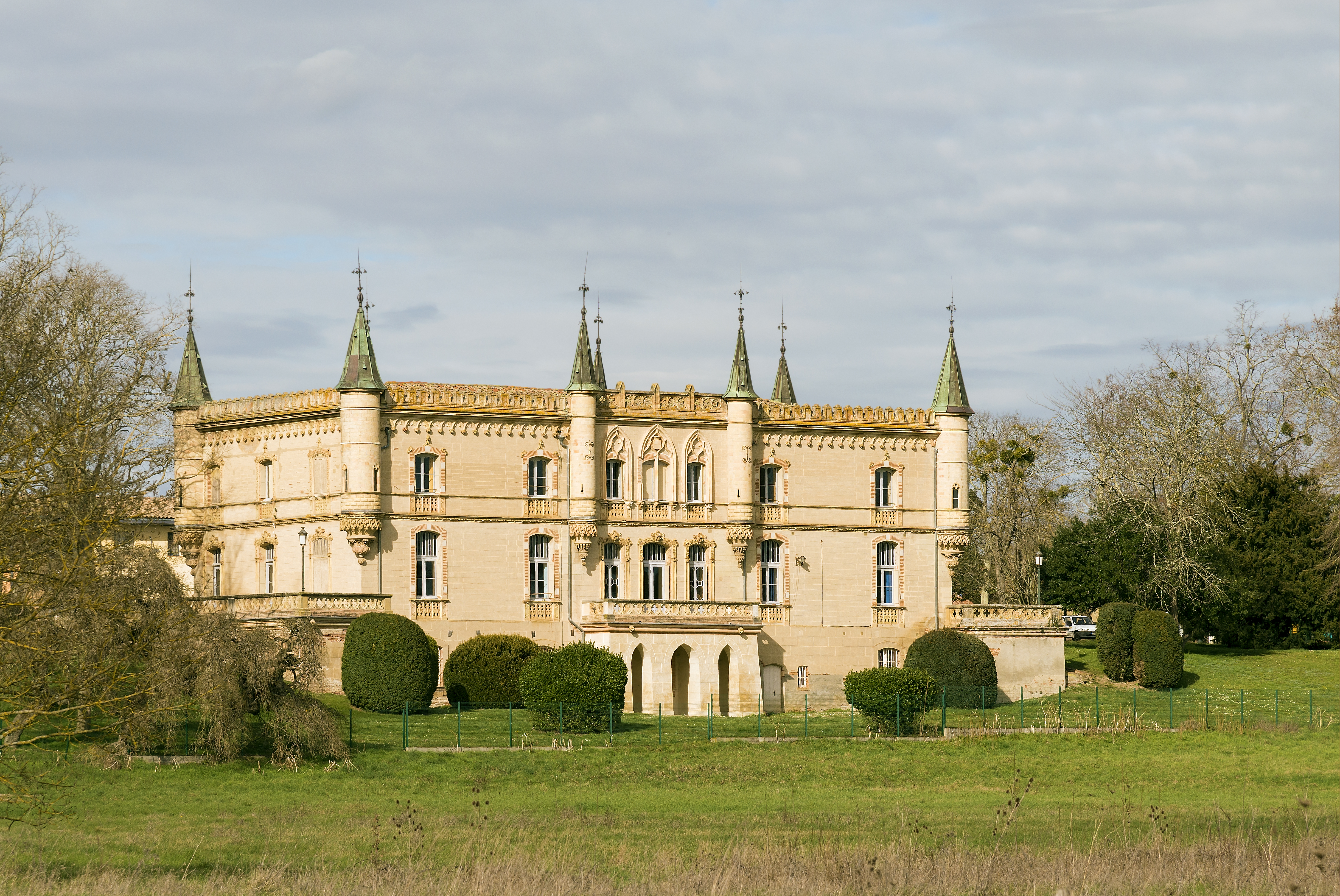
Castillo de Launaguet

## Castillo de Launaguet
El actual castillo fue construido en 1845 sobre las ruinas de una casa solariega incendiada en 1805. La finca fue comprada en diciembre de 1843 por Jasques-Henry Dufaÿ, barón de Launaguet, prefecto de Montauban, entonces Maître des Requests en el Consejo de Estado. Su tumba está en la capilla, frente a la actual iglesia.
El castillo de Launaguet fue restaurado por el arquitecto Auguste Virebent. En septiembre de 1991 Se convirtió en patrimonio municipal de Launaguet en septiembre de 1991, y fue clasificado como monumento histórico el 11 de febrero de 1993.

## Producción de Virebent
Con su competidor, la manufactura Giscard, la manufactura Virebent ayudó a dar forma a la ornamentación de la arquitectura neoclásica de Toulouse a través de su producción de cariátides, consolas, capiteles, elementos de columna, balaustres, modillones, rosetones y medallones.  

De 1841 a 1852 fue responsable de la construcción de la Iglesia de Ondes, catalogada como monumento histórico desde 1984. La restauración de 1842 a 1847 de la capilla de las reliquias de la catedral de Saint-Étienne en Toulouse . 

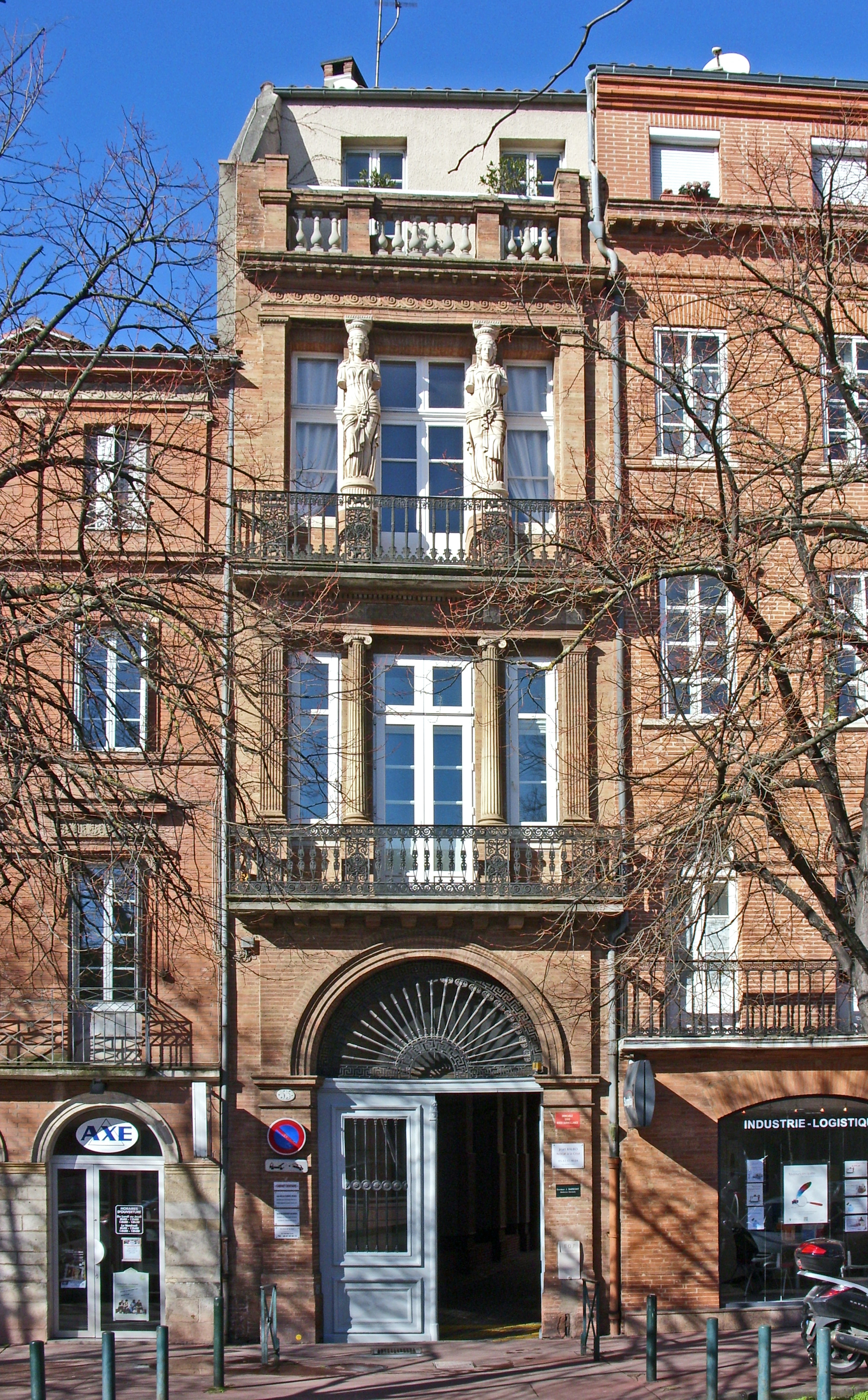
Edificio conocido como "des Cariatides"
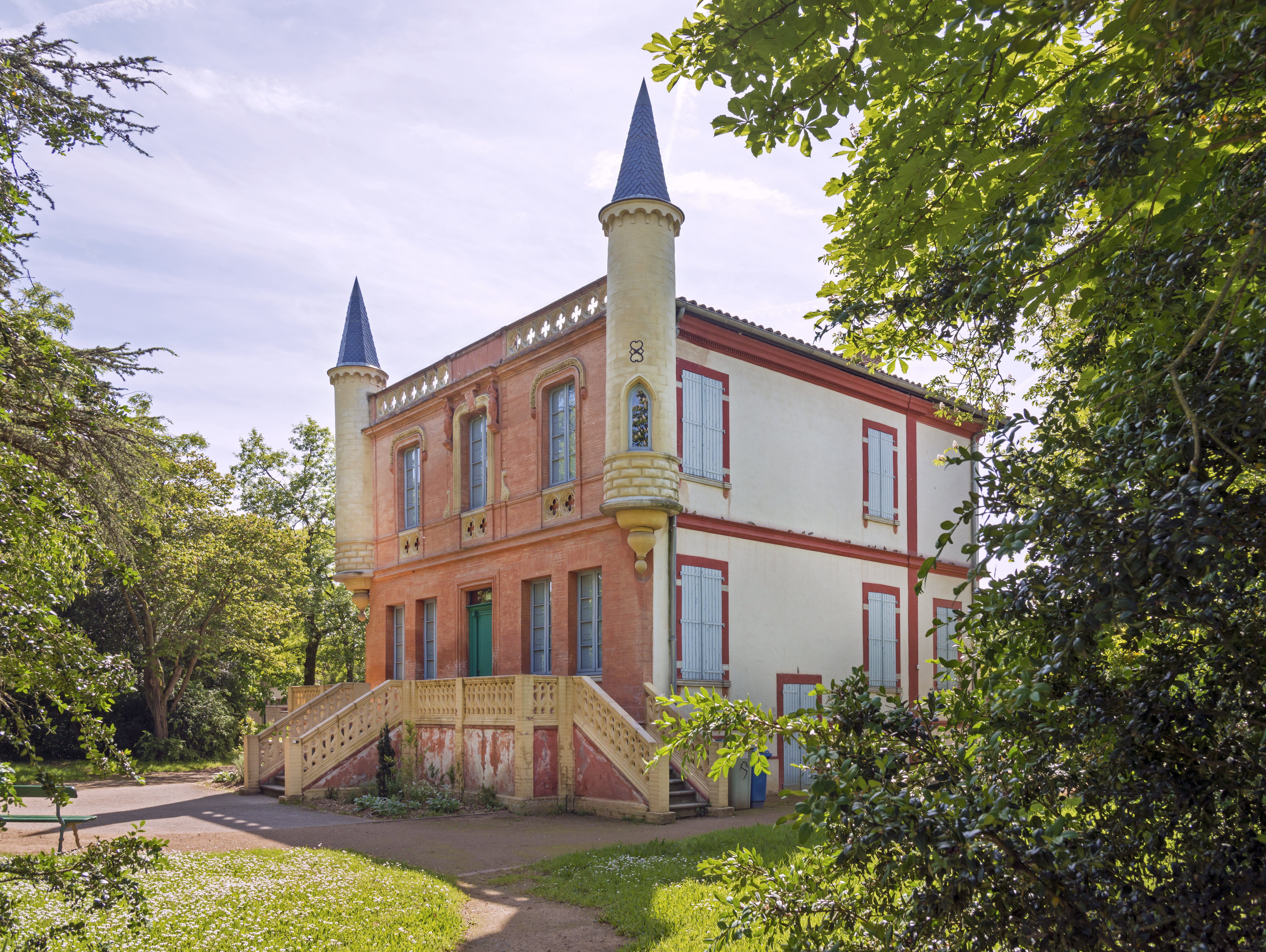
El Castelet de Croix-Daurade
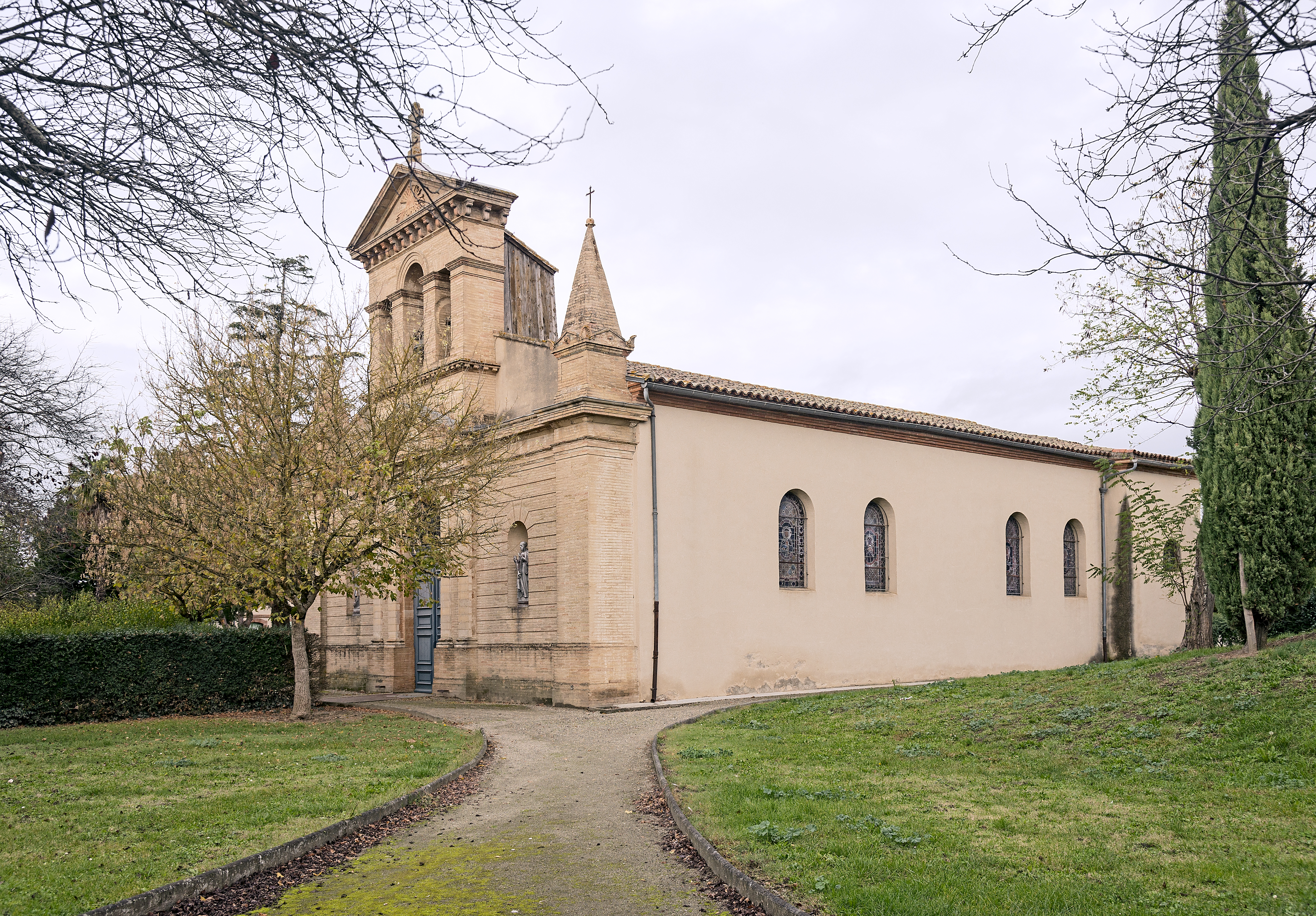
Iglesia de Ondes
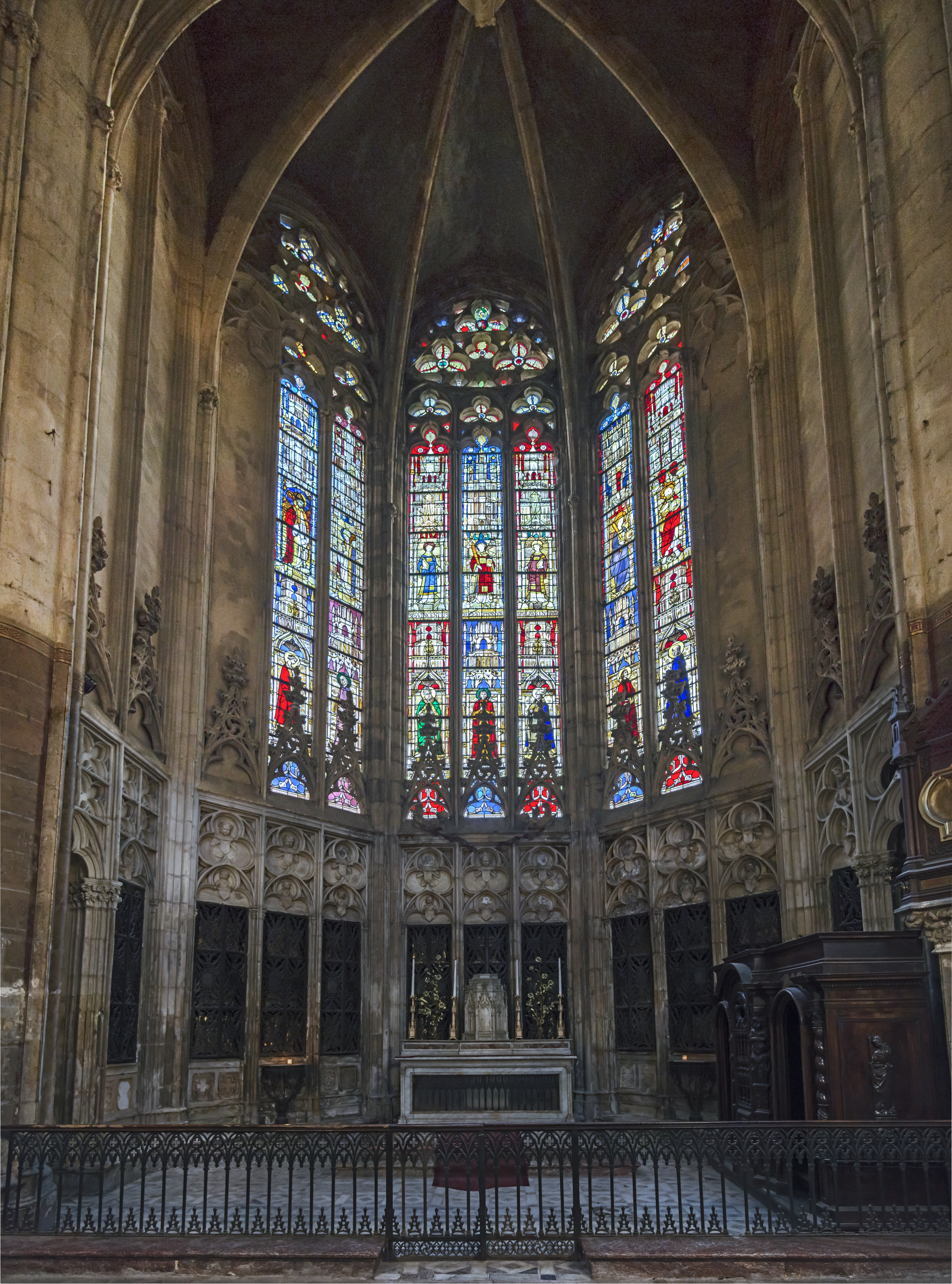
La capilla de las reliquias
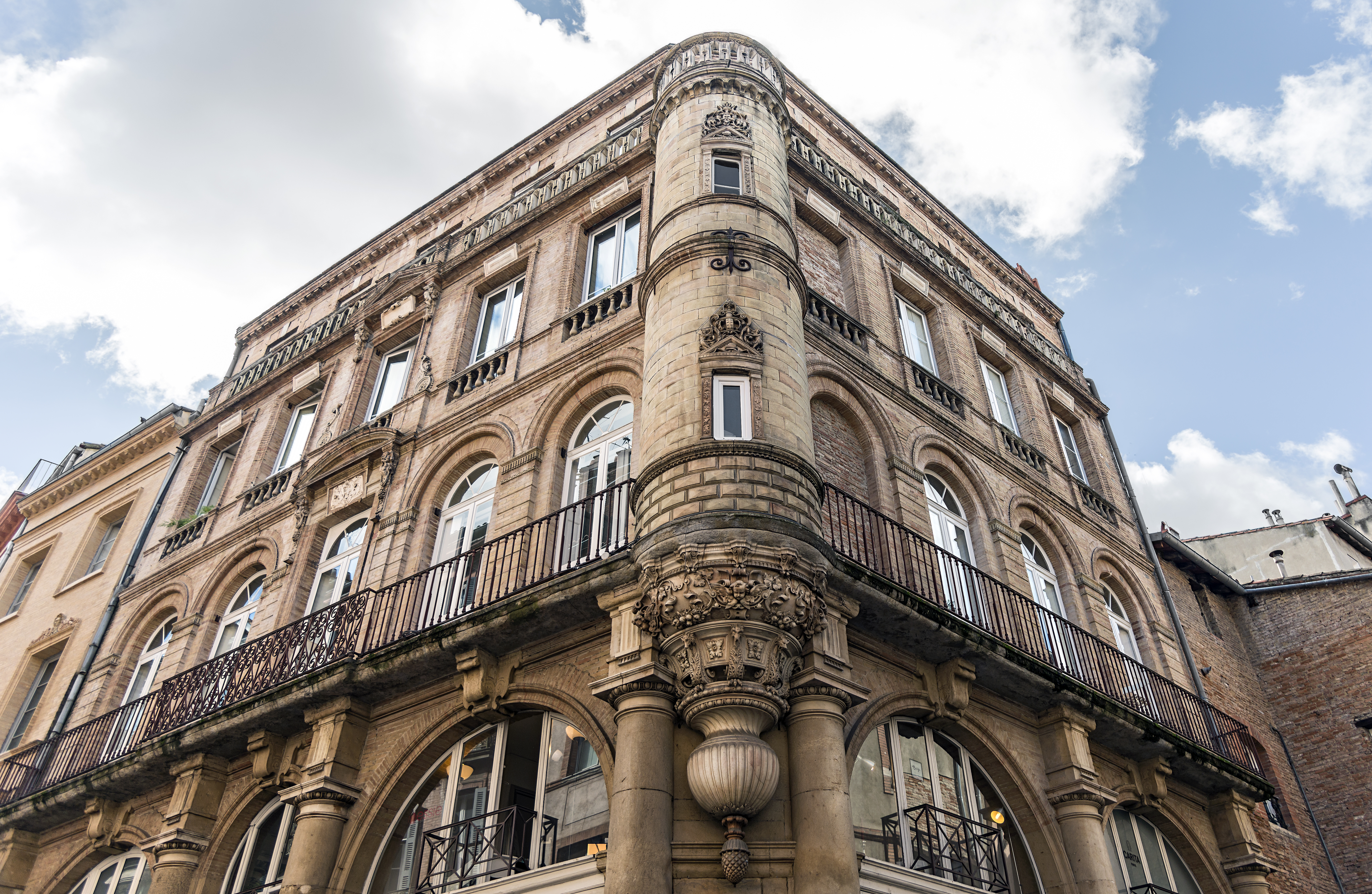
Hotel neorrenacentista Rue Baronie en Toulouse
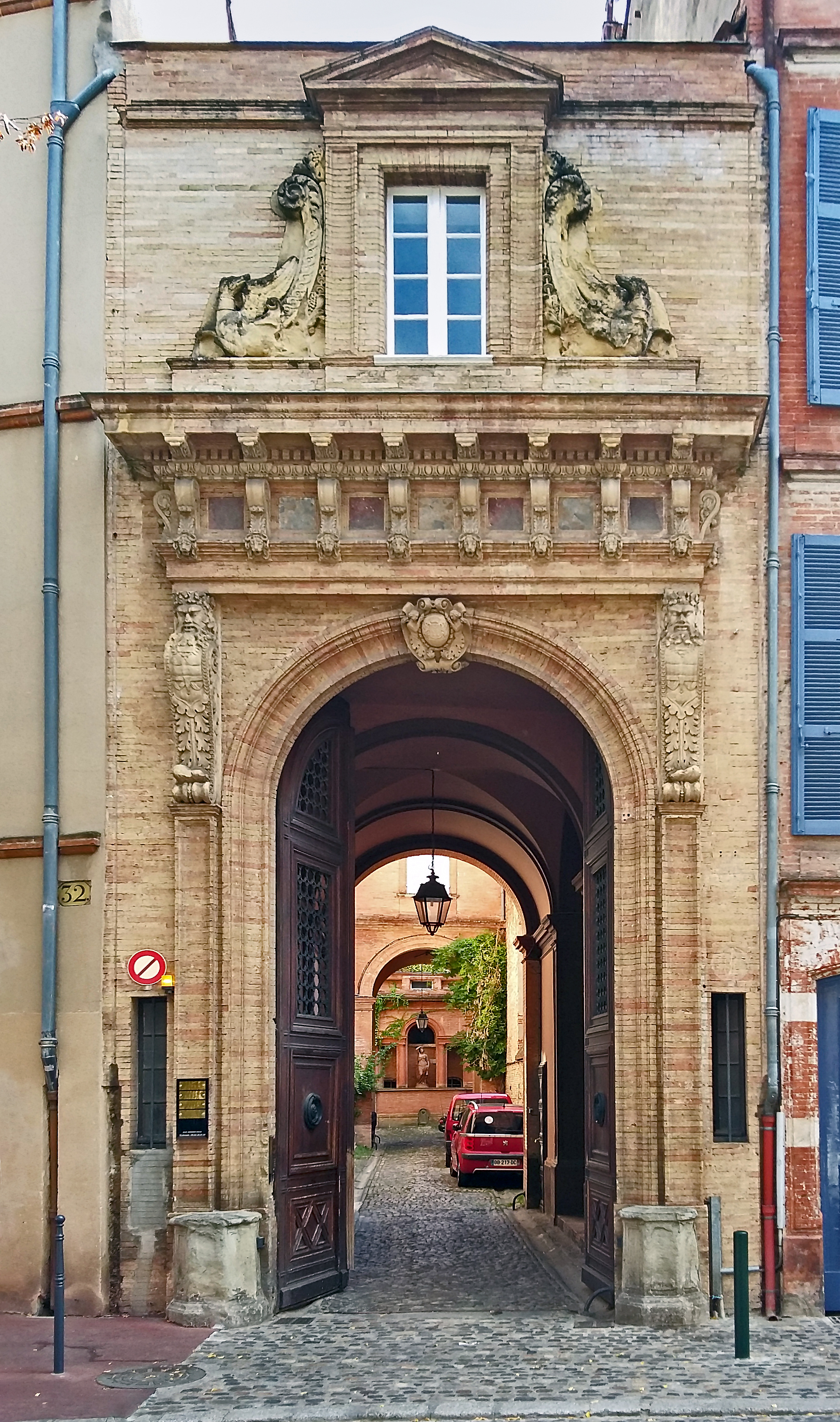
Portal Hotel Cassan en Toulouse
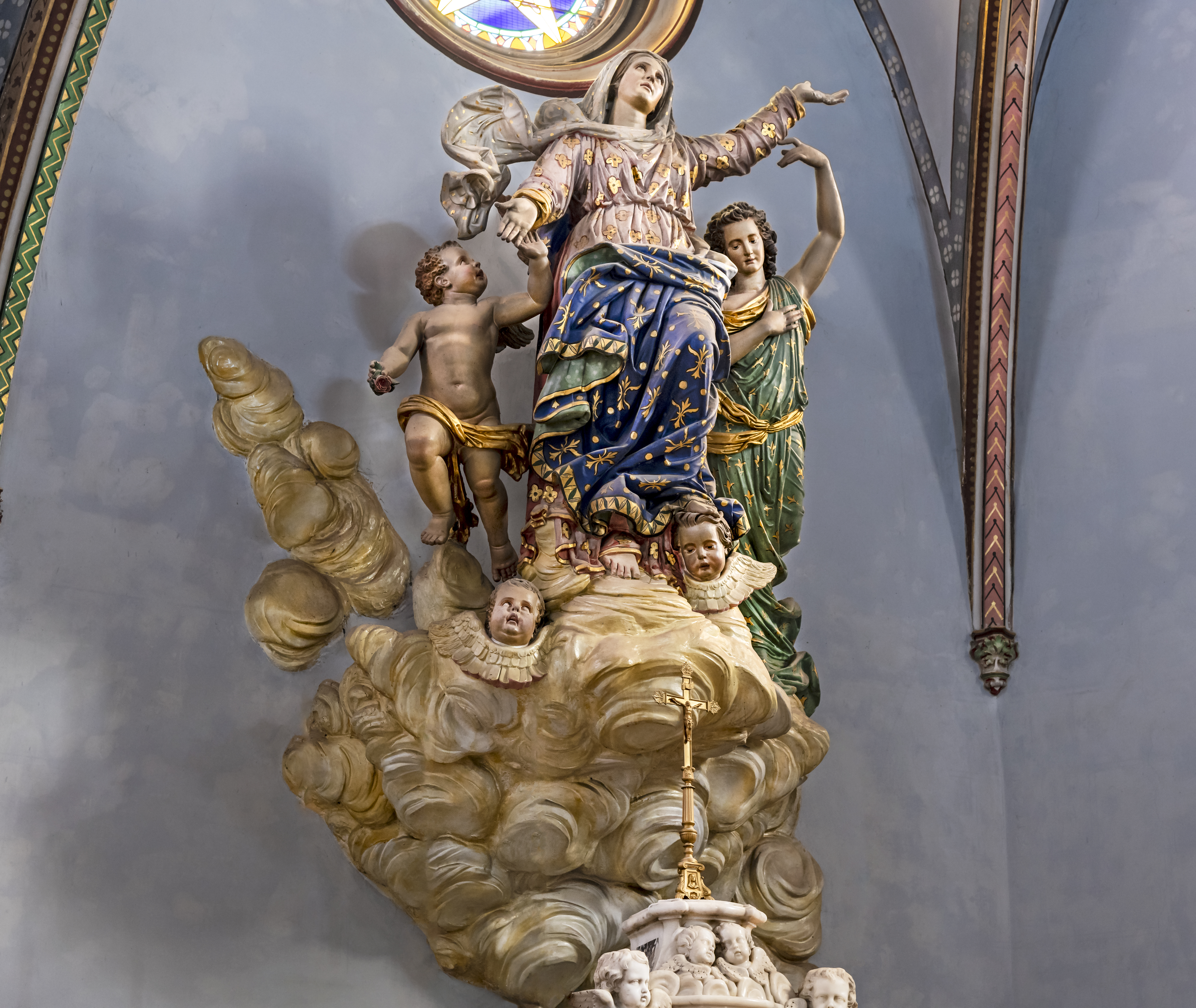
La Asunción de María - Lapeyrouse-Fossat